# Tumult (Schriftenreihe)
Tumult ist der ursprüngliche Name der seit 1979 unregelmäßig publizierten Schriften zur Verkehrswissenschaft, herausgegeben von Ivo Gurschler, Andreas Leopold Hofbauer und Walter Seitter.

## Tumult. Schriften zur Verkehrswissenschaft
In den späten 1970er Jahren trafen, angeregt durch die Lektüre neuerer französischer Philosophen, interessierte Intellektuelle und Künstler zum Aufbau einer Zeitschrift im deutschen Sprachraum zusammen. Dazu gehörten Frank Böckelmann, Peter Gente, Ulrich Giersch, Dietmar Kamper, Herbert Nagel, Günter Nahr, Ulrich Raulff, Walter Seitter und Hanns Zischler. Seit den frühen 1980er Jahren hatten die Zeitschrift für Verkehrswissenschaft drei Herausgeber: Frank Böckelmann, Dietmar Kamper und Walter Seitter. Es war geplant, dass die Zeitschrift zweimal im Jahr, jeweils im Frühjahr und Herbst, erscheinen sollte. Der Zeitpunkt war günstig für die Gründung von Zeitschriften mit Manifest-Charakter und avantgardistischem Anspruch. Die in den 1960er Jahren unternommenen Versuche dem Marxismus neues Leben zu geben hatten enttäuscht, wohingegen die Lektüre „poststrukturalistisch“ genannter Theoretiker wie Jacques Derrida, Michel Serres, Maurice Blanchot, Pierre Klossowski, Michel Foucault, Roland Barthes, Jean-François Lyotard, Gilles Deleuze, Félix Guattari, Jean Baudrillard oder Paul Virilio reichhaltige Quellen für Analyse, Verstehen und Handeln im politischen und kulturellen Raum erschloss.
Nach zahlreichen Gesprächen, auch mit Michel Foucault in Berlin, dem Austausch vieler Konzepte und Verhandlungen mit mehreren Verlagen erschien 1979 im Berliner Merve Verlag (geleitet von Peter Gente und Heidi Paris) die erste Ausgabe von Tumult. Zeitschrift für Verkehrswissenschaft mit Artikeln zu Themen der Urbanistik, Populärkultur, Philosophie und Katastrophentheorie. Der „Verantwortlichen Redaktion“ gehörten an: Frank Böckelmann, Peter Gente, Ulrich Giersch, Dietmar Kamper, Herbert Nagel, Günter Nahr, Ulrich Raulff, Walter Seitter und Hanns Zischler. Frank Böckelmann, seit 2013 Herausgeber von Tumult. Vierteljahresschrift für Konsensstörung trat im Februar 2016 als Herausgeber zurück.
Über die Frühgeschichte der Zeitschrift Tumult berichten u. a. Ulrich Raulff und Philipp Felsch.
Der Begriff „Verkehrswissenschaft“ spielt auf den älteren der „Verkehrsverhältnisse“ an; er meint die Art und Weise, wie Menschen und Dinge miteinander verkehren. Es handelt sich bei diesen Verhältnissen um Bewegungsarten, die libidinös angetrieben sind und über die Schicksale entscheiden.
Die Schriften zur Verkehrswissenschaft erschienen in bisher mehr als vierzig Bänden und haben eine wechselvolle Verlagsgeschichte; aktuell erscheinen sie im Sonderzahl Verlag in Wien.
Tumult. Schriften zur Verkehrswissenschaft lässt sich keinem bestimmten Publikationstyp zuordnen. Philosophische Abhandlungen stehen neben Interviews, Prosastücken, Fiktionen und Manifesten. Die Bilder und Bildstrecken haben den Rang eigenständiger Beiträge. Tumult. Schriften zur Verkehrswissenschaft sucht nach Themen, die von den großen Diskursen noch nicht aufgegriffen oder von ihnen marginalisiert wurden. So entstanden Titel wie Der Planet (Nr. 7), Professoren (Nr. 13), Zoopolitik (Nr. 27) und Gesichtermoden (Nr. 31). Einzelne Ausgaben sind den Lebenswerken von Denkern gewidmet, die im deutschen Sprachraum nahezu unbekannt oder in Vergessenheit geraten sind bzw. unterschätzt werden: Gaëtan Gatian de Clérambault, Ernst H. Kantorowicz, Pierre Legendre, Georgios Gemistos Plethon. Für die einzelnen Tumult. Schriften zur Verkehrswissenschaft-Bände zeichnen jeweils unterschiedliche Herausgeber verantwortlich.
Im Oktober 2018 und mit Erscheinen des Bandes Nr. 43 Von Wegen. Bahnungen der Moderne lassen die Schriften zur Verkehrswissenschaft schließlich "von dem Namen Tumult ab (ohne ihn vergessen zu wollen)".
Dem Redaktionsrat der Schriften zur Verkehrswissenschaft gehören gegenwärtig 21 Personen an: Dieter Bandhauer, Ivo Gurschler, Sebastian Hackenschmidt, Andreas Leopold Hofbauer, Frank Jödicke, Alexander Klose, Helmut Kohlenberger, Ulrich van Loyen, Piet Meyer, Peter Möschl, Michael Neumann, Michaela Ott, Walter Pamminger, Peter Pörtner, Wolfert von Rahden, Christopher Schlembach, Gianluigi Segalerba, Walter Seitter, Benjamin Steininger, Elsbeth Wallnöfer und Hanns Zischler (letzterer als „ambulanter Redakteur“).
Die Schriften zur Verkehrswissenschaft setzen damit die ursprüngliche Linie der Beobachtung der Gegenwart ohne Pessimismus, Zynismus und Ressentiment fort.